# Fíjate Bien (singel)
"Fíjate Bien" utwór stworzony i wykonywany przez kolumbijskiego muzyka Juanesa, pochodzący z debiutanckiego albumu pod tym samym tytułem. Produkcją singla zajął się Gustavo Santaolalla.
Piosenka zdobyła nominację w kategorii Song of the Year (Piosenka Roku) w 2001 podczas rozdania Latin Grammy Awards.

## Lista utworów
1. "Fíjate Bien" (Radio Edit)
2. "Fíjate Bien" (Album Version)